# 1339 Désagneauxa
Az 1339 Désagneauxa (ideiglenes jelöléssel 1934 XB) a Naprendszer kisbolygóövében található aszteroida. Louis Boyer fedezte fel 1934. december 4-én, Algírban.